# Coprothermobacteria
Coprothermobacteria este o clasă de bacterii din încrengătura Coprothermobacterota.
În prezent, această clasă este reprezentată de un singur ordin de bacterii, cu o singură familie căreia îi aparține un gen (Coprothermobacter⁠(en)[traduceți]) de microorganisme lipsite de mobilitate, în formă de bastonaș, care dau o colorație Gram-negativă, nu formează spori, sunt strict anaerobe, termofile și chemoautotrofe.